# Michelle Snow
Pour les articles homonymes, voir Snow.
Michelle Snow, née le 20 mars 1980 à Pensacola, est une joueuse américaine de basket-ball, évoluant au poste de pivot.

## Biographie
Avec les Volunteers du Tennessee de 1998 à 2002, avec 10,9 points et 6.5 rebonds de moyenne sur sa carrière universitaire, elle est devenue en 2000 la troisième femme à réussir un dunk en NCAA, exploit qu'elle renouvelle deux fois.
Elle est le 10e choix de la draft WNBA 2002. Joueuse ayant le plus progressé en 2003 (9,2 points, 7,7 rebonds, 1,2 passe décisive et 1.8 contre au lieu de seulement 3,9 points et 3,7 rebonds lors de son année rookie), elle dispute sept saisons avec les Comets de Houston de 2002 à 2008, avant que la franchise ne disparaisse. Elle rejoint par la suite le Dream d'Atlanta, puis les Silver Stars de San Antonio, le Sky de Chicago et en fin les Mystics de Washington.
Avec 403 contres réussis, elle figure dans les meilleures dans cet exercice dans l'histoire de la ligue, pour des moyennes en carrière fin 2013 de 8,4 points, 6,2 rebonds, 1,1 passe décisives, 1,0 contre en 23,7 minutes sur 400 matches WNBA dont 306 dans le cinq de départ.
Sans club WNBA en 2014, elle signe en juillet pour rejoindre le club turc de Mersin BSB, après avoir disputé la saison 2013-2014 pour un autre club turc, Botaş Spor Kulübü, pour 16,4 points et 9,9 rebonds de moyenne.
Après deux saisons en Turquie (14,9 points, 11,2 rebonds en Eurocoupe, et 12,7 points et 8,5 rebonds en championnat avec Mersin en 2014-2015), elle signe durant l'été 2015 pour le club israélien de Bnot Herzliya.
Les Sparks la signent tout à la fin de la saison WNBA 2015 à la suite de la blessure de Marianna Tolo.

## Palmarès

### Équipe nationale
- Médaille de bronze du Championnat du monde 2006

### Distinctions personnelles
- 12e choix de la draft WNBA 2002 par les Comets de Houston
- Joueuse ayant le plus progressé de la saison WNBA 2003[5]
- Participation au WNBA All-Star Game 2003
- Sélection WNBA pour de la rencontre The Stars at the Sun en 2010[6].